# 京急田浦駅
京急田浦駅（けいきゅうたうらえき）は、神奈川県横須賀市船越町五丁目にある、京浜急行電鉄本線の駅である。駅番号はKK55。
東日本旅客鉄道（JR東日本）横須賀線の田浦駅とは直線距離で南東へ1.5km以上離れており、安針塚駅の方が近い。

## 歴史
- 1930年（昭和5年）4月1日 - 湘南電気鉄道の湘南田浦駅として開業[1]。すでに鉄道省（後の日本国有鉄道、現在のJR）の田浦駅が開業していたため、『湘南』を冠した。
- 1941年（昭和16年）11月1日 - 湘南電気鉄道と京浜電気鉄道が合併、京浜電気鉄道の駅となる[1]。
- 1942年（昭和17年）5月1日 - 京浜電気鉄道が東京横浜電鉄へ合併[1]。東京急行電鉄（大東急）の駅となる[1]。
- 1948年（昭和23年）6月1日 - 京浜急行電鉄が発足、同社の駅となる[1]。
- 1963年（昭和38年）11月1日 - 京浜田浦駅に改称[1]。
- 1972年（昭和47年）12月18日 - ホーム有効長を4両分から6両分に延伸[2]。
- 1987年（昭和62年）6月1日 - 京急田浦駅に改称[1]。
- 2009年（平成21年）2月 - 2007年（平成19年）より実施されていた駅舎改良工事が完了[3]。

## 駅構造

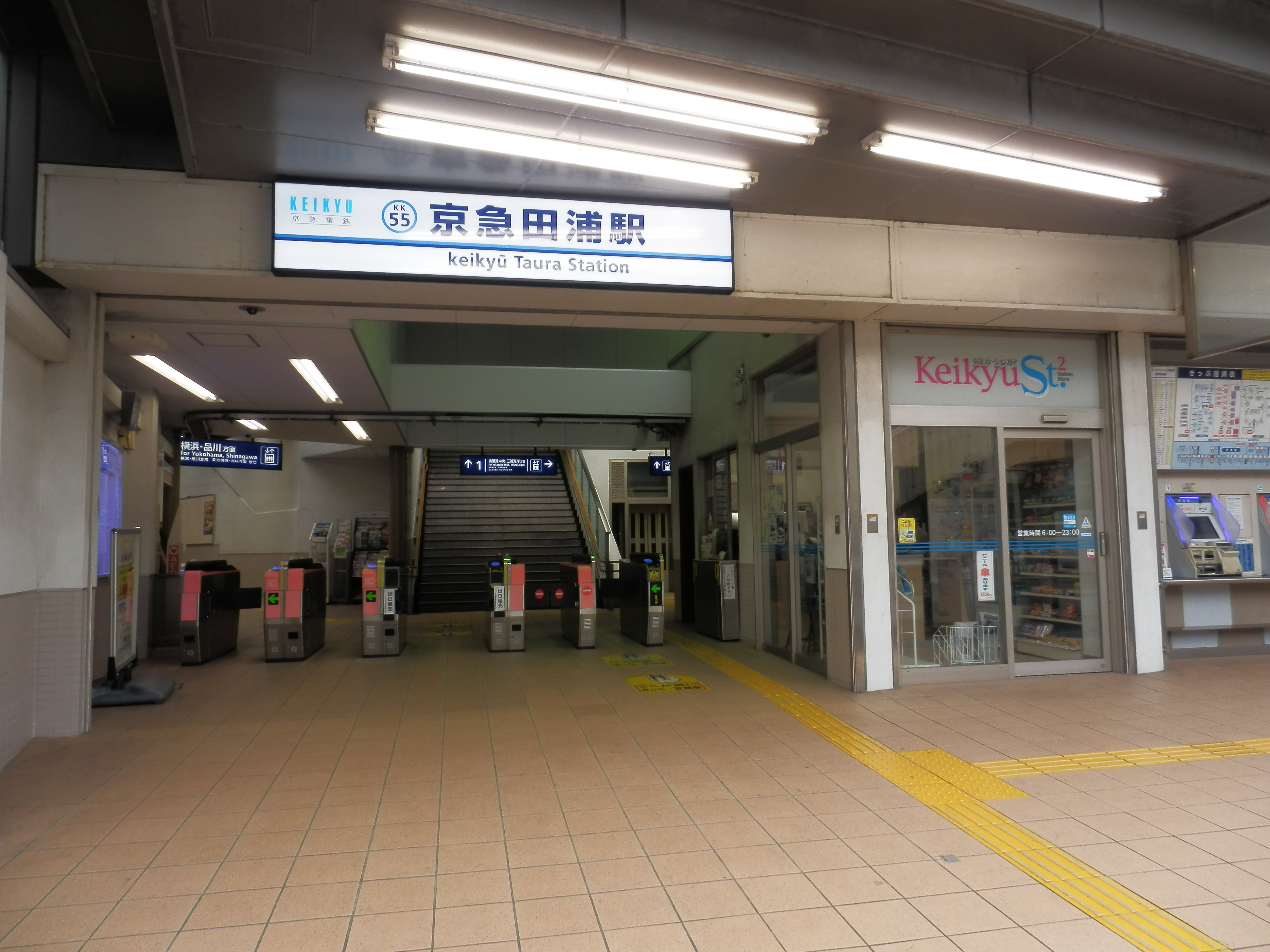
改札口（2019年1月）

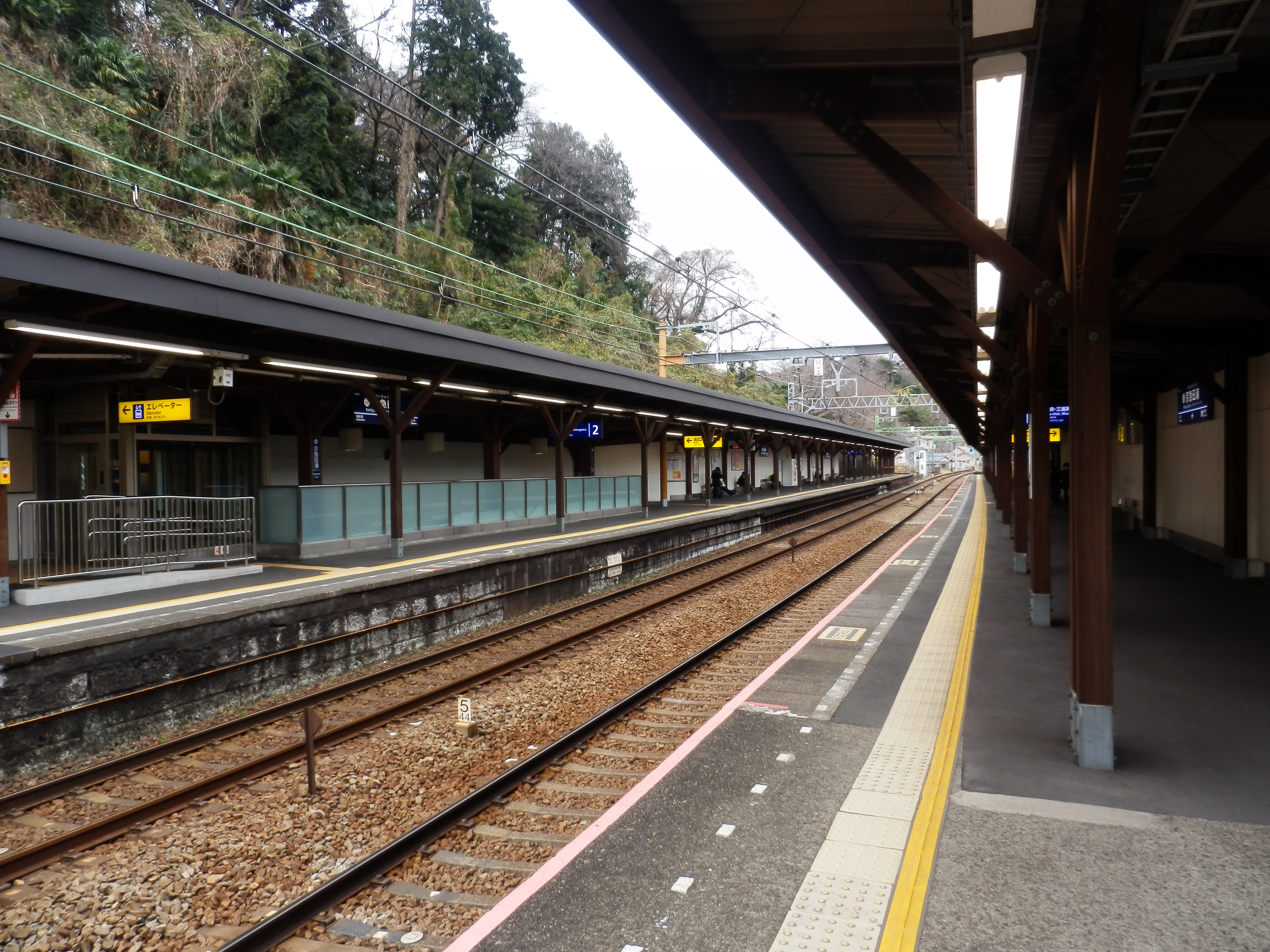
ホーム（2019年1月）

有効長6両編成対応の相対式ホーム2面2線を持ち、盛土上にホームがある高架駅。駅舎はホームの下に位置する。
2007年から老朽化に伴う大規模改良工事が行われ、2009年2月に完了している。1番線ホームが拡幅されて駅舎が屋根付き2階建てに改築された他、コンコースとホームを連絡するエレベーターと多機能トイレが新たに設けられた。また、構内の照明類は駅名サイン等も含めてLED化され、ホームの柱も木製のものに交換された。柱には国産の間伐材が使用されている。

### のりば
| 番線 | 路線 | 方向 | 行先                     |
| ---- | ---- | ---- | ------------------------ |
| 1    | 本線 | 下り | 横須賀中央・三浦海岸方面 |
| 2    | 本線 | 上り | 横浜・品川方面           |

## 事故
当駅周辺で2回にわたって事故が発生した。2回とも土砂災害による脱線事故であり、被災した車両は1500形である。
- 1997年4月7日に発生した事故は、安針塚駅側で発生した。
- 2012年9月24日に発生した事故は、追浜駅側で発生した[5]。

## 利用状況
2024年（令和6年）度の1日平均乗降人員は11,416人であり、京急線全72駅中51位。
近年の1日平均乗降人員と乗車人員の推移は下表の通り。
| 年度               | 1日平均 乗降人員 | 1日平均 乗車人員 | 出典     |
| ------------------ | ---------------- | ---------------- | -------- |
| 1995年（平成07年） |                  | 7,353            | [ * 1 ]  |
| 1998年（平成10年） |                  | 7,116            | [ * 2 ]  |
| 1999年（平成11年） |                  | 6,920            | [ * 3 ]  |
| 2000年（平成12年） |                  | 7,105            | [ * 3 ]  |
| 2001年（平成13年） |                  | 7,190            | [ * 4 ]  |
| 2002年（平成14年） |                  | 7,236            | [ * 5 ]  |
| 2003年（平成15年） | 14,992           | 7,418            | [ * 6 ]  |
| 2004年（平成16年） | 15,023           | 7,428            | [ * 7 ]  |
| 2005年（平成17年） | 15,064           | 7,468            | [ * 8 ]  |
| 2006年（平成18年） | 14,593           | 7,239            | [ * 9 ]  |
| 2007年（平成19年） | 14,351           | 7,103            | [ * 10 ] |
| 2008年（平成20年） | 14,291           | 7,128            | [ * 11 ] |
| 2009年（平成21年） | 14,544           | 7,241            | [ * 12 ] |
| 2010年（平成22年） | 14,218           | 7,078            | [ * 13 ] |
| 2011年（平成23年） | 13,878           | 6,913            | [ * 14 ] |
| 2012年（平成24年） | 13,694           | 6,830            | [ * 15 ] |
| 2013年（平成25年） | 13,811           | 6,884            | [ * 16 ] |
| 2014年（平成26年） | 13,219           | 6,597            | [ * 17 ] |
| 2015年（平成27年） | 13,180           | 6,566            | [ * 18 ] |
| 2016年（平成28年） | 12,899           | 6,437            | [ * 19 ] |
| 2017年（平成29年） | 12,838           | 6,453            | [ * 20 ] |
| 2018年（平成30年） | 12,971           | 6,517            | [ * 21 ] |
| 2019年（令和元年） | 12,986           | 6,465            | [ * 22 ] |
| 2020年（令和02年） | 9,967            |                  |          |
| 2021年（令和03年） | 10,449           |                  |          |
| 2022年（令和04年） | 11,212           |                  |          |
| 2023年（令和05年） | 11,493           |                  |          |
| 2024年（令和06年） | 11,416           |                  |          |

## 駅周辺
当駅は海から程近い丘陵地の中に位置する。駅周辺は主に住宅街である。すぐ北側を国道16号線が通っており、その周辺には商店も多い。国道を挟んだ臨海地区は工場や港湾施設が立地している。
- 田浦梅林
- 神奈川県田浦警察署
- 長浦港
- 海上自衛隊横須賀基地船越地区（自衛艦隊司令部、潜水艦隊司令部など）
- 横須賀市立船越小学校
- 横須賀市役所 田浦行政センター
- 横須賀船越郵便局
- 横須賀共済病院分院 - 2015年に閉院
- トヨタ自動車東日本 横須賀事業所
- 東芝ライテック 本社
  - 東芝クリーンルームファーム横須賀 - 2016年に閉鎖
- 国道16号
- 鷹取山
- 船越神社
- 京急ストア 船越店

## バス路線
駅前の国道16号上に設置されている「京急田浦駅」が最寄りバス停。この他国道を東に進んだ船越町仲通り交差点付近に設置されている「船越」も利用可能。発着する路線の詳細は京浜急行バス追浜営業所・京浜急行バス逗子営業所を参照。
京急田浦駅
- 北方向
  - 八31 - 内川橋行
  - 追34 - 追浜駅行 ※夜のみ
- 南方向

八31 - 安浦二丁目行（米ヶ浜経由） ※18時台まで米ヶ浜経由・18時台以降日ノ出町経由

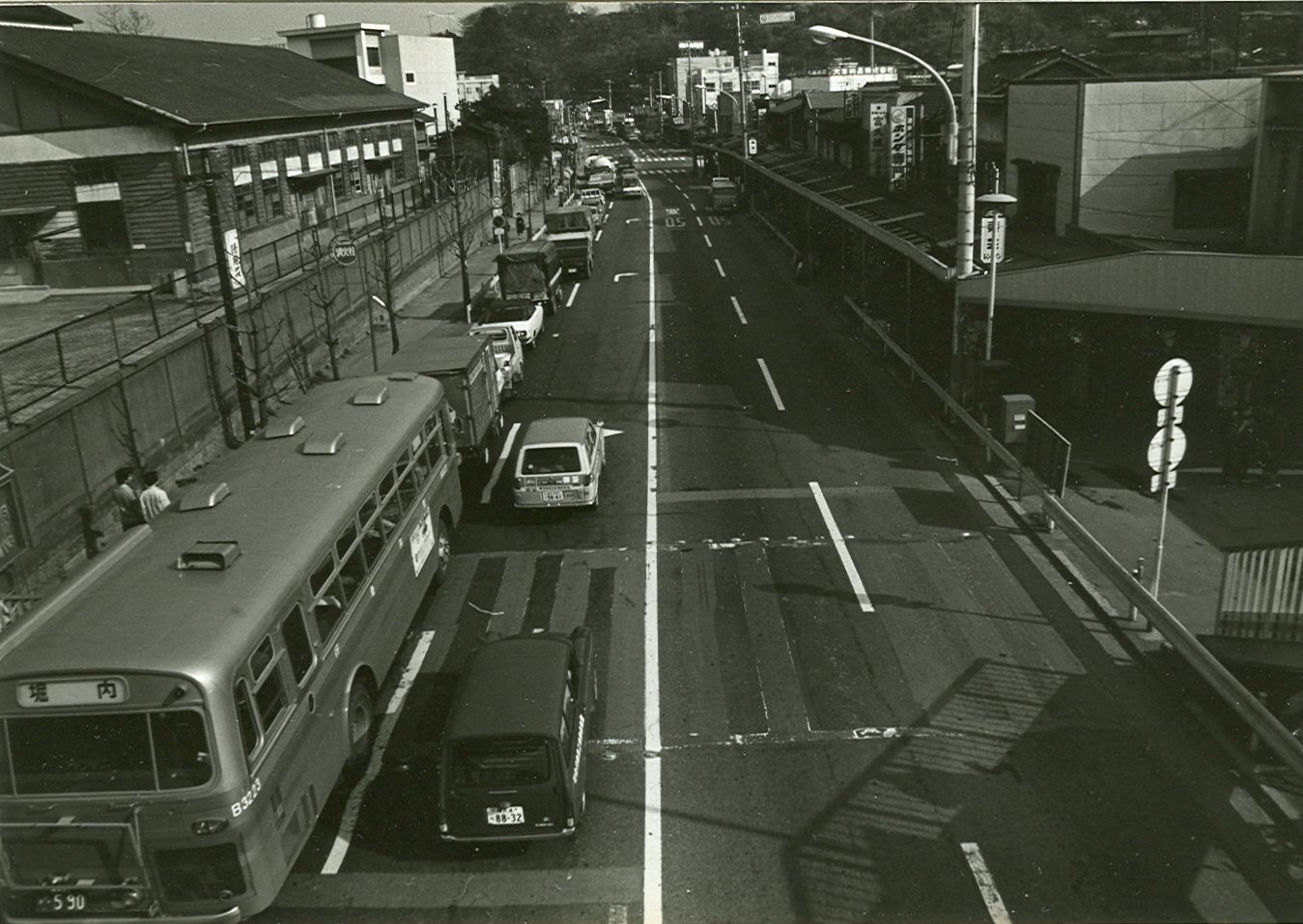
1970年時点の駅前風景
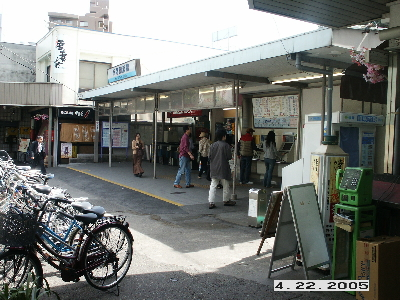
旧駅舎（2005年4月）

船越
- 北方向
  - 逗20 - 逗子駅行 ※平日のみ
  - 逗21 - 逗子駅行（グリーンヒル経由） ※土休日のみ
  - 八31 - 内川橋行
  - 追34 - 追浜駅行 ※夜のみ
- 南方向
  - 逗20・逗21 - 田浦駅行
  - 八31 - 安浦二丁目行（米ヶ浜経由） ※18時台まで米ヶ浜経由・18時台以降日ノ出町経由

- 1970年時点の駅前風景
- 旧駅舎（2005年4月）

## 隣の駅
京浜急行電鉄
 本線
■快特・■特急
通過
■普通
追浜駅 (KK54) - 京急田浦駅 (KK55) - 安針塚駅 (KK56)